# Улица Бабушкина (Астрахань)

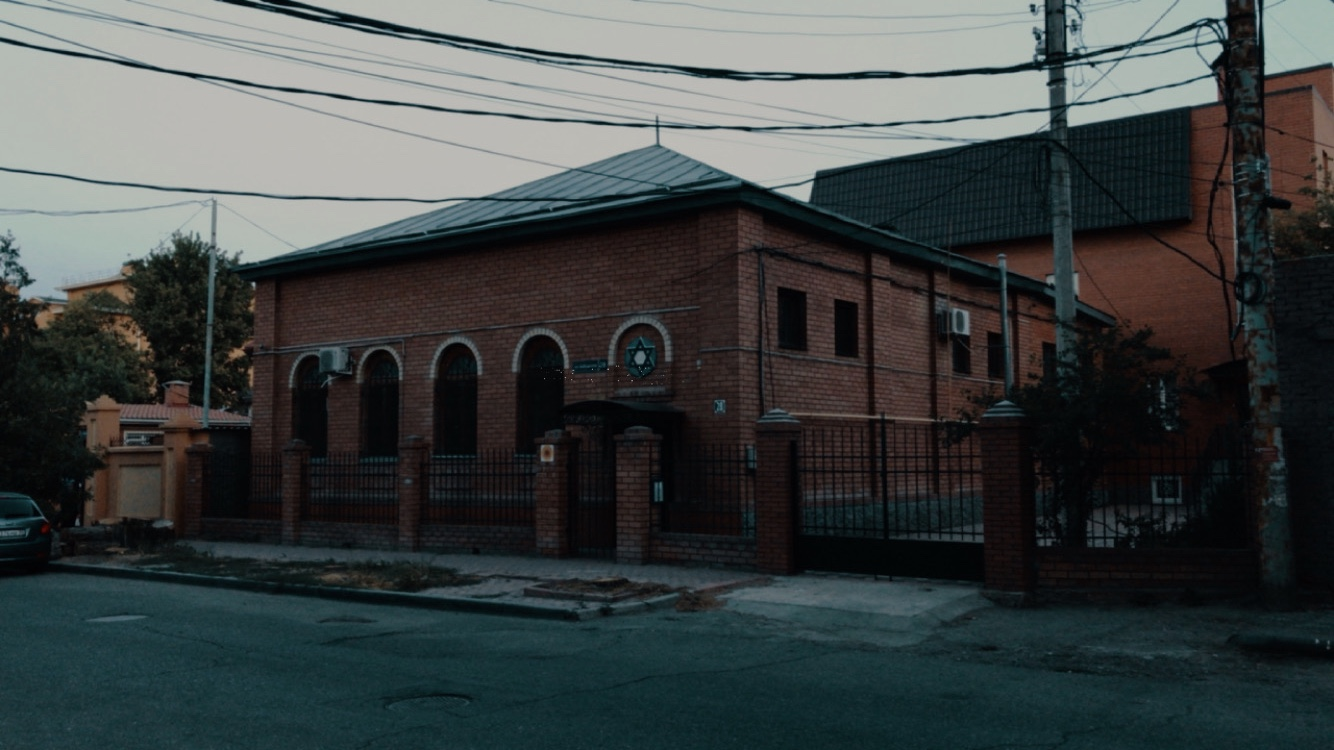
Синагога Сфард (дом № 28)

У́лица Ба́бушкина — улица в исторических районах Белый город и Большие Исады в центральной части Астрахани. Начинается от улицы Мусы Джалиля и идёт с юго-востока на северо-запад параллельно Каналу имени Варвация и улице Ленина. Пересекает улицы Кирова, Мечникова, Дарвина и Калинина, затем меняет направление и идёт на юго-восток в сторону Кутума. Далее пересекает Победы и Свердлова и заканчивается у Красной набережной.
Улица застроена зданиями дореволюционного периода, в том числе памятниками архитектуры. На ней находятся единственные в Астрахани католический храм и синагога.

## История
До 1837 года улица называлась Базарной или Григорьевской (в 1828 году предлагалось также название Старо-Базарная), затем была переименована в Католическую по находящемуся на ней католическому храму. В 1920 году получила своё современное название в честь революционера Ивана Васильевича Бабушкина.

## Застройка
- дом 11 —  памятник архитектуры Дом жилой (конец XIX в.)
- дом 15/18 —  памятник архитектуры Корпус палаток
- дом 55/14/3 —  памятник архитектуры Городская усадьба (конец XIX в.)
- дом 62 —  исторический памятник Дом, в котором жил Сергей Миронович Киров
- дом 70 —  памятник архитектуры Дом жилой
- дом 73 —  памятник архитектуры Дом жилой (конец XIX в.)
- дом 75 —  памятник архитектуры Дом жилой (вторая половина XIX в.)
- дом 81 —  памятник архитектуры Храм Успения Пресвятой Девы Марии (римско-католический, 1762‒1778 гг.)
- дом 98 —  памятник архитектуры Дом жилой (конец XIX в.)

## Транспорт
По улице Бабушкина движения общественного транспорта нет, ближайшие остановки маршрутных такси находятся на поперечных улицах — «Большие Исады», «Улица Кирова» и другие.